# Іріна Кунт
Іріна Кунт (нім. Irina Kuhnt, 18 січня 1968) — німецька хокеїстка на траві.
Срібна призерка Олімпійських Ігор 1992 року, учасниця 1996 року.
Бронзова призерка Чемпіонату Європи 1995 року.
Срібна призерка Трофею чемпіонів 1991 року, бронзова призерка 1993 року.